# Agalliopsis pulchella
Agalliopsis pulchella är en insektsart som beskrevs av Paul W. Oman 1938. Agalliopsis pulchella ingår i släktet Agalliopsis och familjen dvärgstritar. Inga underarter finns listade i Catalogue of Life.